# Талпа (грађевинарство)
Талпа (планка) је исечено (у стара времена тесано) дрво у облику даске, али веће дебљине. Приликом сечења трупаца на гатеру или трачној пили могу се добити следећи полуфабрикати:
- окорак - део трупца са кором, неправилног облика, који спада у отпад
- даска - дебљине до 3 cm, велике ширине
- фосна - дебљине до 6 cm, велике ширине
- талпа - дебљине до 10 cm, велике ширине
- греда
- гредица
- летва

Пошто се талпе исеку, обично се остављају неко време (годину дана) да се добро осуше или се стављају у сушару на вештачко сушење. Тада се талпа може исећи на даске које одговарају њеној дебљини а од тих дасака се прави бродски под или ламперија. Талпе се такође могу користити и у грађевинарству за израду дрвених зидова, пре чега обично пролазе обраду како би се профилисале ради бољег уклапања (праве се перо и жлеб, а могу се профилисати и као полуоблице).